# Jean-Paul Blaizot
Jean-Paul Blaizot (* 1949) ist ein französischer theoretischer Kernphysiker.
Blaizot studierte Mathematik und Physik an der École normale supérieure (Paris) mit dem Abschluss 1969. Ab 1975 forschte er für das CNRS, bei dem er 1994 Forschungsdirektor wurde (ab 2007 classe exceptionelle). 1977 wurde er an der Universität Paris VII (Denis Diderot) promoviert (Dissertation: Theorie elementarer Anregungen von Kernen) und war als Post-Doktorand bis 1978 am Niels-Bohr-Institut in Kopenhagen. 1980 bis 1982 war er Visiting Assistant Professor an der University of Illinois at Urbana-Champaign und 1989 bis 1990 Gastwissenschaftler am Brookhaven National Laboratory. 1995 bis 1998 war er stellvertretender Direktor der Abteilung theoretische Physik am Forschungszentrum Commissariat à l’énergie atomique et aux énergies alternatives (CEA) in Saclay. 2009 war er Gastprofessor in Tokio.
2004 bis 2008 war er Direktor des European Center for Theoretical Studies in Nuclear Physics and Related Areas (ECT) in Trient.
Er befasst sich als Theoretiker mit dem nuklearen Vielteilchenproblem (einschließlich QCD-Freiheitsgrade), kollektiven Anregungen in Kernen und Kernmaterie, Quark-Gluon-Plasma und Phänomenologie von Schwerionenstößen, Bose-Einstein-Kondensation, nichtstörungstheoretischen Methoden in der Quantenfeldtheorie und Quantenfeldtheorie bei endlicher Temperatur und mit der Renormierungsgruppe.
1997 erhielt er den Prix Jean Ricard und 1994 den Langevin-Preis der Académie des sciences. 2009 erhielt er den J. Hans D. Jensen Preis der Universität Heidelberg und 2010 erhielt er einen Advanced Grant der ERC für das Studium stark gekoppelter QCD-Materie.

## Schriften
- Quantum Field Theory of Finite Systems, MIT Press 1986
- mit Jean-Claude Tolédano: Symétrie et physique microscopique, Ellipses 1997
- als Herausgeber mit  Xavier Campi, Marek Ploszajczak: Nuclear matter in different phases and transitions, Les Houches 1998, Kluwer 1999
- als Herausgeber mit Yuri Dokshitzer, E. Iancu: QCD perspectives on hot and dense matter, Proc. NATO Adv. Study Inst., Cargèse 2001, Kluwer 2002
  - darin von Blaizot: Quantum fields at finite temperature, a brief introduction
- Nonperturbative Renormalization Group and Bose-Einstein Condensation, in Achim Schwenk, Janos Polonyi (Hrsg.), Renormalization Group and Effective Field Theory Approaches to Many-Body Systems, LN in Physics 852, Springer 2012